# 郭子健 (區議員)
郭子健（英語：Daniel Kwok Tsz-kin），英國政治人物，目前定居英國蘇格蘭，蘇格蘭香港人發起人，Facebook專頁「青衣生活·社區事」負責人，前香港葵青區議會青衣南選區議員，曾任規劃及地區設施管理委員會副主席、工程及發展工作小組及公共交通工作小組主席。
2021年12月18日，因涉嫌在立法會選舉期間，藉公開活動煽惑他人不投票或投無效票，違反《選舉（舞弊及非法行為）條例》，被廉政公署獲裁判官簽發手令通緝。

## 簡歷
郭子健是Facebook專頁「青衣生活·社區事」負責人，關注青衣交通、衛生等社區問題。郭曾經以專頁負責人身份接受香港01訪問，反映區內過海隧道巴士948線的班次問題。

## 從政

### 2019年區議會選舉
2019年10月10日，郭子健以民主動力身份，向選舉事務處遞交提名申請，參選葵青青衣南選區。10月31日獲時任葵青區民政專員、青衣南選區選舉主任鄭健確認提名有效，成為該區1號候選人。另一候選人為尋求連任的民建聯區議員潘志成。
11月1日，128名民主派候選人聯署，根據香港選舉條例第12(5)條，將於11月2日下午3時於維多利亞公園中央草坪舉行選舉聚會，以回應香港警方對同日另一集會發出反對通知書之決定。郭子健以青衣南選區候選人身份參與聯署。
結果郭子健以4,662票，以763票之差力壓時任區議員潘志成當選。
| 政党   | 政党     | 候选人    | 票数  | %     | ±      |
| ------ | -------- | --------- | ----- | ----- | ------ |
|        | 葵青傳承 | ①. 郭子健 | 4,662 | 54.46 |        |
|        | 民建聯   | ②. 潘志成 | 3,899 | 45.54 | -20.48 |
| 多数票 | 多数票   | 多数票    | 763   | 8.91  |        |

### 葵青區議會（2020-2021）
郭子健是葵青區議會規劃及地區設施管理委員會副主席、工程及發展工作小組及公共交通工作小組主席。
2020年2月29日為太子站襲擊事件半周年，部分人士於旺角及太子一帶舉辦悼念活動，其後演變成警民衝突。郭子健及其兩名助理在旺角購買辦公用品後，遇上警方行動並且被補，隨後三人被扣留在紅磡警署。
2021年9月23日，據東網報道，郭子健已經一段時間未有出席區議會會議，有消息傳聞郭已經離開香港身處海外。
2021年10月7日，郭子健於其個人面書上發表聲明表示區議會宣誓為政權排除異己之手法，強調自己不會宣誓仍不會主動辭去民選代表身份。由於未參加宣誓，其區議員身份隨後宣告無效。

### 流亡海外（2021-至今）
2021年11月9日，流亡海外的郭子健在社交平台宣佈成立「蘇格蘭香港人」。
由於涉嫌於2021年11月11日至12月19日期間，藉公開活動，即在三個社交媒體專頁上展示貼文，煽惑他人在2021年立法會換屆選舉中投白票。被香港廉政公署透過裁判法院發出通緝令通緝中。

## 外部連結
- 郭子健的Facebook專頁
- 青衣生活·社區事 Facebook專頁
- 蘇格蘭香港人 Scottish Hongkongers Facebook專頁

| 議會席位      | 議會席位                                                | 議會席位              |
| ------------- | ------------------------------------------------------- | --------------------- |
| 前任： 潘志成 | 葵青區議會 青衣南選區區議員 2020年1月1日— 2021年10月7日 | 繼任： 未任(選區取消) |